# Ghodaghodi
Ghodaghodi (Nepali घोडाघोडी) ist eine Stadt (Munizipalität) im Südwesten Nepals im Distrikt Kailali.
Die Stadt entstand am 2. Dezember 2014 durch Zusammenlegung der Village Development Committees Darakh und Sadepani. Das Stadtgebiet umfasst 115,3 km².
Die Stadt liegt 24 km nordwestlich von Tikapur im Terai östlich des Flusses Kada Khola an der Fernstraße Mahendra Rajmarg.

## Einwohner
Bei der Volkszählung 2011 hatten die VDCs, aus welchen die Stadt Ghodaghodi entstand, 42.515 Einwohner (davon 20.840 männlich) in 7431 Haushalten.